# Operazione Vengeance
L'operazione Vengeance ("vendetta" in inglese), organizzata dagli Stati Uniti d'America per il 18 aprile 1943, si svolse nei cieli delle isole Salomone durante la seconda guerra mondiale con lo scopo di uccidere l'ammiraglio Isoroku Yamamoto, comandante in capo della Flotta Combinata della Marina imperiale giapponese. Si trattò di un'imboscata aerea allestita grazie alle decrittazioni dei codici della Marina imperiale e autorizzata dai massimi vertici militari delle forze armate statunitensi: per l'intercettazione furono radunati, a Guadalcanal, diciotto caccia Lockheed P-38 Lightning, da poco in servizio attivo.
L'intercettazione avvenne a sud di Bougainville: i P-38, in numero superiore ai sei caccia Mitsubishi A6M "Zero" della scorta, riuscirono ad abbattere sia il bombardiere Mitsubishi G4M "Betty", che trasportava l'ammiraglio, sia il velivolo gemello che aveva a bordo il capo di stato maggiore di Yamamoto, contrammiraglio Matome Ugaki. Quest'ultimo sopravvisse allo schianto del G4M in mare, mentre Yamamoto rimase invece ucciso; il suo corpo e i rottami del bombardiere furono rinvenuti nella giungla di Bougainville il giorno successivo. La sua scomparsa inflisse un duro colpo al morale della Marina imperiale nipponica.
I piloti americani sostennero di aver abbattuto, durante la missione, tre bombardieri bimotori e due caccia giapponesi, ma le cifre ufficiali di questi ultimi parlano di due soli bombardieri abbattuti. Vi sono controversie su chi fu il pilota americano che abbatté l'aereo su cui volava Yamamoto, ma la maggior parte degli storici moderni accreditano il colonnello Rex T. Barber.

## Contesto strategico e pianificazione
L'ammiraglio Isoroku Yamamoto, comandante della Marina imperiale giapponese, programmò un giro d'ispezione nelle Isole Salomone e in Nuova Guinea. Egli previde anche un'ispezione alle unità aeree che partecipavano alla Operazione I-Go, iniziata il 7 aprile 1943. L'ispezione avrebbe galvanizzato il morale dei giapponesi dopo la disastrosa campagna di Guadalcanal e la sua successiva evacuazione in gennaio e febbraio.
Il 14 aprile gli sforzi dell'intelligence navale degli Stati Uniti intercettarono e decrittarono il codice giapponese chiamato "Magic" con il quale venivano trasmessi gli ordini alle unità che effettuavano il giro d'ispezione. Il messaggio originale, NTF131755, indirizzato ai comandanti della Unità di Base No. 1, l'11ª Flotta aerea e della sottoposta 26ª Flottiglia aerea, era stato crittografato mediante il codice navale giapponese JN-25D e fu intercettato da tre stazioni dell'apparato "Magic", compresa la Cifratura navale giapponese della Fleet Radio Unit della flotta del Pacifico. Il messaggio venne quindi decifrato dai crittografi della Marina (tra i quali vi era il futuro Giudice della Corte Suprema John Paul Stevens); esso conteneva i dettagli di tempo e luogo dell'itinerario di Yamamoto, come pure il numero e i tipi di aerei che lo avrebbero trasportato e accompagnato nel viaggio.
Il testo decifrato rivelò che il 18 aprile Yamamoto avrebbe volato da Rabaul all'aeroporto di Balalae, un'isola poco a sud di Bougainville nelle isole Salomone. Egli e lo stato maggiore avrebbero volato su due bombardieri medi (Mitsubishi G4M "Betty" del Kōkūtai 705), scortati da sei caccia Mitsubishi A6M "Zero" del Kōkūtai 204. La partenza da Rabaul era stata stabilita per le 06:00, così da raggiungere Balalae alle 08:00 (ora di Tokyo).
Il Presidente Franklin Delano Roosevelt potrebbe aver autorizzato il Segretario della Marina Frank Knox a "prendere Yamamoto", ma non vi sono tracce scritte che tale autorizzazione od ordine sia stato impartito e le fonti non concordano che lo avesse fatto. Knox fondamentalmente lasciò la decisione all'Ammiraglio Chester Nimitz. Nimitz consultò dapprima l'ammiraglio William Halsey, comandante in capo della South Pacific Area, e quindi autorizzò la missione il 17 aprile. Questi comandanti U.S.A. ritennero che i benefici di una missione di successo comprendevano l'effetto morale negativo della morte di Yamamoto sui giapponesi e che la sostituzione del medesimo sarebbe stata difficile. Quando emerse che l'effettuazione della missione avrebbe potuto rivelare che gli Stati Uniti avevano violato i codici della Marina giapponese, i comandanti decisero che la conoscenza poteva essere protetta fino a che la vera fonte dell'intelligence fosse stata tenuta nascosta al personale americano non autorizzato e alla stampa.

## Intercettazione

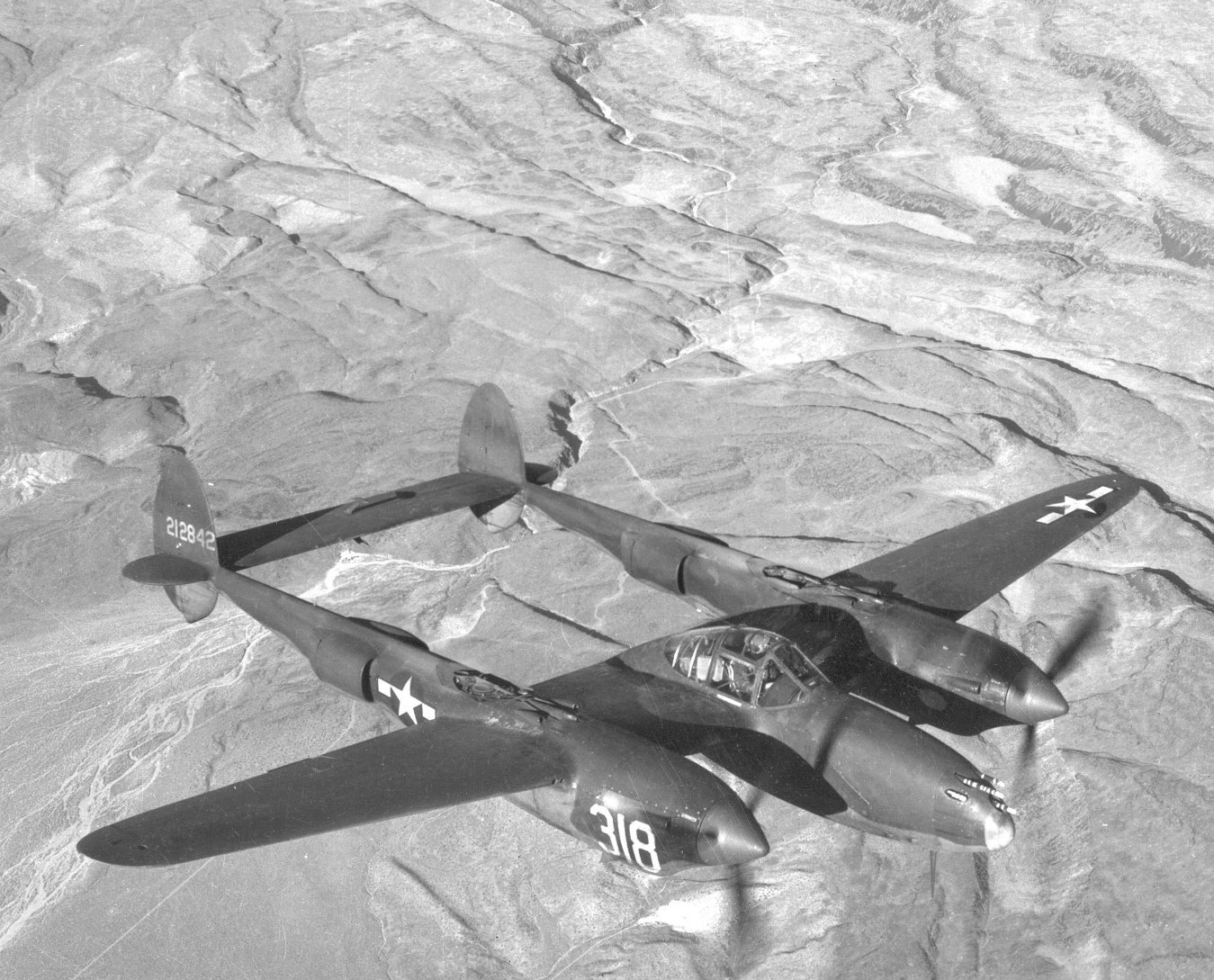
Il Lockheed P-38 Lightning nella versione G fu l'aereo scelto per effettuare la missione

Per evitare l'individuazione da parte dei radar e del personale giapponese di stanza nelle Isole Salomone, lungo una distanza in linea retta di circa 640 km tra le forze statunitensi e Bougainville, la missione comportava un volo sul mare a sud e a ovest delle isole Salomone. Questo approccio tortuoso fu rilevato e misurato in circa 970 km. I caccia avrebbero quindi dovuto viaggiare per 600 miglia per raggiungere l'obiettivo e 400 miglia per il rientro alla base. Il volo di 1000 miglia, con carburante in più assegnato per il combattimento, andava oltre il raggio di azione degli Grumman F4F Wildcat e dei caccia Chance Vought F4U Corsair, allora disponibili alla Marina e agli squadroni del United States Marine Corps di stanza a Guadalcanal. La missione fu quindi assegnata ai 339º Squadrone Caccia, al 347º Gruppo caccia, i cui Lockheed P-38G Lightning erano dotati di serbatoi sganciabili: erano i soli caccia americani del Pacifico con autonomia sufficiente a intercettare e combattere.
Il Comandante del 339º Squadrone, maggiore John W. Mitchell, già un asso dell'aviazione, fu scelto per dirigere il volo. Per una migliore navigazione, Mitchell chiese una bussola della Marina, che fu fornita dal tenente colonnello dei Marine Luther S. Moore, e installata sui Mitchell's P-38 il giorno prima dell'attacco. Tutti i caccia P-38 montavano il loro armamento standard di un cannone 20mm e quattro Browning M2 da 12,7mm, ed erano equipaggiati per portare due serbatoi sganciabili da 620 litri sotto le ali. Una limitata fornitura 1200 litri, portata dalla Nuova Guinea, fu sufficiente a fornire ogni Lightning di un ampio serbatoio per sostituire quelli piccoli. La differenza in dimensioni era di circa 450kg in peso da un lato dell'aereo, ma i serbatoi si trovavano abbastanza vicini al baricentro del velivolo per evitare seri problemi di equilibratura.
Diciotto P-38 furono assegnati alla missione. Una squadriglia su quattro fu designata come "killer", mentre le rimanenti, che comprendevano due riserve, sarebbero salite a 5500 metri per fungere da "copertura dall'alto" per l'attesa reazione dei caccia giapponesi di stanza all'aeroporto di Kahili. Fu preparato un piano di volo da parte dell'Ufficiale del Comando delle Operazioni, il maggiore dei marineJohn Condon, ma fu scartato da Mitchell, che riteneva che intercettare Yamamoto grazie alle velocità in volo e al tempo stimato non fossero la cosa migliore per l'intercettazione.  Con l'assistenza di parecchi dei suoi piloti, Mitchell calcolò un tempo d'intercettazione di 09:35, basato sull'itinerario, per intercettare i bombardieri che scendevano su Bougainville, 10 minuti prima di atterrare a Balalae. Egli rilavorò da quel momento e derivò quattro tempi calcolati con precisione, con un quinto che curvava in ricerca nel caso che Yamamoto non si fosse visto al punto prescelto. In aggiunta, per andar oltre il Mar dei Coralli, il 339º sarebbe salito in ogni caso su Bougainville a un'altitudine non maggiore di 15 m, mantenendo il silenzio radio.

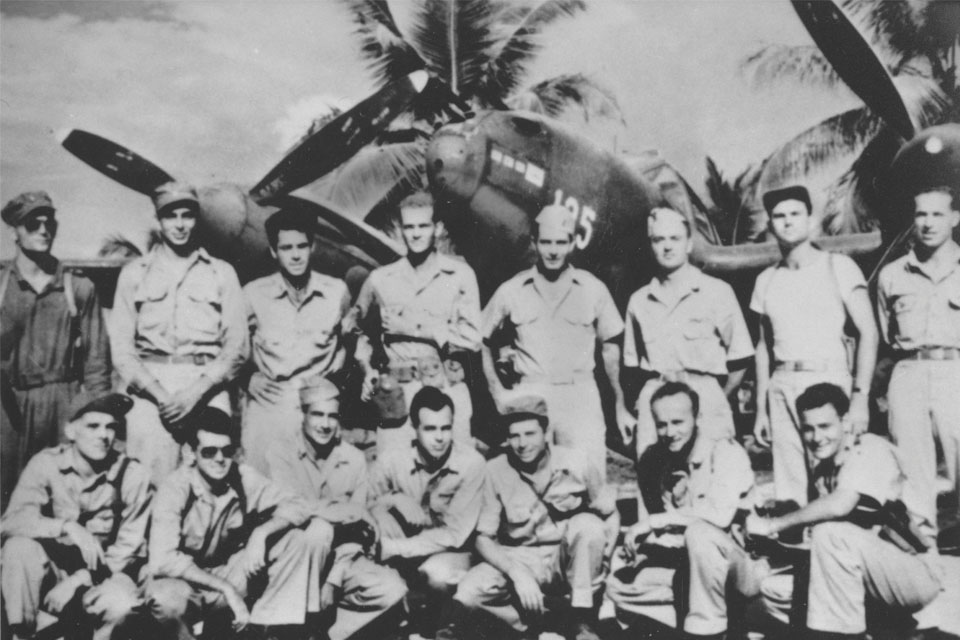
Personale del 339º Squadrone Caccia della missione. In secondo piano (da sinistra): Ames, Graebner, Lanphier, Goerke, Jacobson, Stratton, Long, Anglin; linea in primo piano (da sinistra): Smith, Canning, Holmes, Barber, Mitchell, Kittel, Whitakker. Non fotografato: Hine (disperso in azione).

Sebbene il 339º Squadrone Caccia effettuasse ufficialmente la missione, 10 dei 18 piloti furono distaccati dagli altri due squadroni del 347º Gruppo. Il Comandante del comando congiunto AirSols, contrammiraglio Marc Mitscher, scelse quattro piloti da designare come i "killer":
- Capitano Thomas George Lanphier Jr.
- Tenente Rex T. Barber
- Tenente Jim McLanahan (impossibilitato a causa di uno pneumatico a terra)
- Tenente Joe Moore (impossibilitato per un mancato rifornimento di carburante)

I rimanenti piloti avrebbero agito come riserve e fornito la copertura aerea contro qualsiasi attacco di rappresaglia da parte dei caccia locali giapponesi:
- Maggiore John Mitchell
- Tenente William Smith
- Tenente Gordon Whittiker
- Tenente Roger Ames
- Capitano Louis Kittel
- Tenente Lawrence Graebner
- Tenente Doug Canning
- Tenente Delton Goerke
- Tenente Julius Jacobson
- Tenente Eldon Stratton
- Tenente Albert Long
- Tenente Everett Anglin
- Tenente Besby F. Holmes (sostituì McLanahan)
- Tenente Raymond K. Hine (sostituì Moore)

Una breve riunione incluse la storia della copertura designata per la fonte dell'intelligence stabilendo che essa proveniva dai Coastwatchers australiani, che si presume avessero sorvegliato un ufficiale giapponese di grado elevato salire su un aereo a Rabaul. Alcuni storici sostengono che i piloti non erano stati specificatamente informati sull'identità del loro obiettivo, ma Thomas Alexander Hughes scrisse che Mitscher disse ai piloti riuniti che si trattava di Yamamoto, per «fornir loro un incentivo in più».
Gli specialmente adattati P-38 decollarono da Kukum Field a Guadalcanal alle 07:25 del 18 aprile. Due dei Lightning assegnati ai voli "killer" uscirono dalla missione già alla partenza, uno con uno pneumatico afflosciatosi durante il decollo (McLanahan) e il secondo quando si vide che i suoi serbatoi sganciabili non fornivano carburante ai motori (Moore).
A Rabaul, nonostante le sollecitazioni dei comandanti giapponesi locali di cancellare il viaggio per timore di imboscate, gli aerei di Yamamoto decollarono all'ora prevista per il viaggio di 507km. Essi salirono fino a un'altezza di 2000 metri, con la loro scorta di caccia in posizione a ore 4 e a un'altezza di 460 metri maggiore, divisi in due formazioni a V di tre aerei caduna.
Il volo a quattro di Mitchell portò lo squadrone a un'altitudine inferiore, con i caccia ora consistenti in Lanphier, Barber e le riserve Besby F. Holmes e Raymond K. Hine, immediatamente dietro. Mitchell, vincendo la sonnolenza, navigò secondo il piano di volo e la bussola navale. Questa fu chiamata la missione d'intercettazione con i caccia a maggior distanza di tutta la guerra.
Mitchell e la sua forza arrivarono al punto d'intercettazione un minuto prima, alle 09:34, proprio mentre l'aereo di Yamamoto scendeva in vista in una luce di foschia. I P-38 buttarono a mare i serbatoi ausiliari, girarono a destra ponendosi paralleli ai bombardieri e iniziarono un'arrampicata a tutta potenza per intercettarli.
I serbatoi sui P-38 di Holmes non si sganciarono e i suoi elementi a due uomini girarono indietro verso il mare. Mitchell ordinò via radio a Lanphier e Barber di attaccare, ed essi salirono verso gli otto aerei. I caccia di scorta più vicini fecero cadere i loro serbatoi e si divisero verso il paio di P-38. Lanphier immediatamente si girò verso l'alto arrampicandosi in direzione delle scorte mentre Barber dava la caccia ai trasporti di bombe di profondità. Barber s'inclinò profondamente per girarsi verso i bombardieri e momentaneamente li perse di vista, ma quando ne riprese il contatto, si trovò immediatamente dietro uno di loro e iniziò a sparare contro il suo motore di destra, dietro la sua fusoliera e l'impennaggio. Quando Barber colpì il suo motore di destra, il bombardiere iniziò a emettere uno spesso fumo nero. Il Betty rollò violentemente sulla sinistra e Barber evitò a mala pena una collisione in volo. Guardando indietro, egli vide una colonna di fumo nero e ritenne che Betty si fosse schiantato nella giungla. Barber si diresse verso la costa a un livello più elevato, cercando il secondo bombardiere, ma ignorando che uno di loro trasportava l'obiettivo: un ufficiale nemico di elevato rango.
Barber individuò il secondo bombardiere, che portava il capo di stato maggiore, contrammiraglio Matome Ugaki e parte dello stato maggiore di Yamamoto, poco a sud delle acque di Moila Point, cercando di evitare un attacco di Holmes, i cui serbatoi alari si erano finalmente sganciati.  Holmes danneggiò il motore di destra del Betty, che emise una scia di vapore bianco, ma la sua velocità lo portò oltre il bombardiere danneggiato. Barber attaccò il bombardiere danneggiato e i colpi delle sue pallottole causarono la formazione di rottami che colpirono e danneggiarono il suo stesso velivolo. Il bombardiere cadde e finì nel mare. Ugaki e due altri sopravvissero al crollo e furono più tardi recuperati. Barber, Holmes e Hine furono attaccati da aerei Zero, con il P-38 di Barber che ricevette 104 colpi. Entrambi Holmes e Barber sostennero di aver abbattuto lo Zero durante questo combattimento aereo, sebbene le registrazioni giapponesi non facciano menzione di questa perdita. La scorta ingaggiò un breve combattimento con gli Zero, senza provocare alcuna vittima. Mitchell osservò la colonna di fumo dal bombardiere colpito di Yamamoto. Il P-38 di Hine a questo punto era scomparso, presumibilmente schiantatosi in acqua. Volando con il carburante al minimo livello per tornare alla base, i P-38 persero il contatto, con Holmes così a corto di combustibile da essere costretto ad atterrare sulle Isole Russell. Hine fu il solo pilota americano che non fece ritorno. Le azioni di Lanphier durante la battaglia non sono chiare e il suo racconto fu più tardi contestato da altri partecipanti, compresi i piloti da caccia giapponesi. Quando si avvicinò a Henderson Field, Lanphier trasmise via radio al direttore dei caccia a Guadalcanal che «Quel figlio di puttana non detterà nessuna condizione di pace alla Casa Bianca», violando la sicurezza e danneggiando il programma di decrittazione. Dopo l'atterraggio, un motore si fermò per mancanza di carburante. Egli pretese immediatamente di aver colpito a morte Yamamoto.